# 2009年印度议会选举
2009年印度大選于2009年4月16日到5月7日分五个阶段进行，在543个议会选区中选出第15届印度人民院议员。印度人民院每5年换届一次，共有545个席位，其中543个席位由7亿多可以投票的合格选民选举产生，另外两席由总统任命。选举结果在5月13日宣布。
是次選舉，两个主要政党国大党和印度人民党都未人民院543个席位中赢得過半數足以独立组建政府的席位。这使左翼和地区性政党在安得拉邦等关键邦内的选举舞台上扮演更重要的角色。
250多万安全人员在印度举行选举的15个邦和两个领地内执勤。在4月16日开始的第一阶段的投票过程中至少有18人遇害。在几个邦里，对投票站和安全部队的袭击扰乱了投票的进行。

## 干扰
在中部和东部地区的几个邦内，安全戒备份外严密。在那些地区，4月16日的时候，被称为纳萨尔派的毛派叛乱分子在贾坎德邦，引爆了一颗地雷，杀害了一些选举官员和政府军人，并且纵火焚烧了一些投票站，扰乱了投票进程。全国选举副专员巴拉克里西南说，暴力等破坏行动影响了86个投票站，在投票站总数中只占极小部分。

## 選舉結果
國大黨取得206席，其所屬的「團結進步聯盟」合計取得262席。印度人民党取得116席，其所屬的「全國民主聯盟」合計取得158席。「第三陣綫」合共取得76席。「第四陣綫」合共取得27席。